# Michelle Suárez Bértora
Michelle Suárez Bértora (ur. 21 lutego 1983 w Salinas, zm. 22 kwietnia 2022 w Montevideo) – urugwajska polityczka. W latach 2014–2017 Senatorka Urugwaju jako pierwsza zadeklarowana osoba LGBT i transpłciowa w urugwajskim parlamencie.

## Życiorys

### Młodość, edukacja i kariera zawodowa
Bértora urodziła się 21 lutego 1983 w Salinas. Z pomocą matki w wieku 15 lat dokonała tranzycji płciowej. Oficjalny proces zmiany płci rozpoczęła w 2008 roku.
W grudniu 2009 roku ukończyła studia prawnicze w Montevideo, zostając pierwszą transpłciową osobą, która ukończyła Uniwersytet Republiki. Została pierwszą zadeklarowaną transpłciową prawniczką w Urugwaju. Miała tytuł doktora. W styczniu 2010 roku została członkinią kolektywu Ovejas Negras.

### Działalność polityczna
Z powodzeniem kandydowała w wyborach parlamentarnych w Urugwaju w 2014 roku, zostając wybraną na zastępczynię senatora (senadora suplente) z ramienia Komunistycznej Partii Urugwaju. Została pierwszą zadeklarowaną osobą LGBT i transpłciową w urugwajskim parlamencie. W październiku 2017 roku zastąpiła na stanowisku Marcosa Carámbulę, który zrezygnował ze stanowiska po 40 lat działalności politycznej.
W związku z aktem oskarżenia skierowanym w jej stronę, po dwóch miesiącach urzędowania, w grudniu 2017 roku zrezygnowała ze stanowiska. W 2019 roku została skazana na dwa lata pozbawienia wolności za podrobienie podpisów swoich klientów w co najmniej dwóch sprawach sądowych. Sąd umieścił ją w areszcie domowym (w którym przebywała od 2018 roku) z powodów zdrowotnych.

### Pozostała działalność
Była jedną z autorek prawa wprowadzającego małżeństwo osób tej samej płci w Urugwaju. W 2015 roku grupa muzyczna Buenos Muchachos nagrała piosenkę A mi manera na swoim albumie Nidal, która była poświęcona Suárez i jej walce o prawa człowieka oraz prawa osób LGBT.

### Życie prywatne
Zmarła w kwietniu 2022 roku na zawał serca.